# Bdelyrus braziliensis
Bdelyrus braziliensis är en skalbaggsart som beskrevs av Cook 1998. Bdelyrus braziliensis ingår i släktet Bdelyrus och familjen bladhorningar. Inga underarter finns listade.